# QJ Motor SRV 12
La QJ Motor SRV 12 est un modèle de moto légère (véhicule de catégorie L3e-A1), de type cruiser, du constructeur chinois Qianjiang Motorcycle, accessible aux détenteurs du permis A1 ou B avec la formation de sept heures.

## Description
Elle est commercialisée depuis le printemps 2025 en Allemagne, est conforme à la norme Euro 5 et est proposée en deux couleurs (noir et orange). Elle embarque un éclairage entièrement à LED, un freinage ABS à deux canaux, un moteur bicylindre en V refroidi par liquide, une prise USB, des jantes à bâtons, un écran couleur TFT de 5 pouces complet, une poignée de frein réglable, des reposes-pieds avancés, une selle biplace basse, des commodos rétroéclairés, une transmission finale par courroie. Elle s'inspire des modèles Harley Davidson Sportster, dont elle reprend les mêmes codes caractéristiques. Elle se positionne aux côtés de la Hyosung GV125S Evo, la Benda Avengers 125, la Keeway V-Cruise 125.